# Шифрин, Владимир Моисеевич
Владимир Моисеевич Шифрин (13 мая 1935, Днепропетровск — 14 октября 2004) — советский ученый в области металлургии, доктор технических наук, лауреат Государственной премии в области науки и техники, профессор кафедры «Физико-химические основы технологии металлов» инженерно-физического факультета Киевского политехнического института.

## Биография
Родился 13 мая 1935 года в Днепропетровске. В 1958 году окончил Днепропетровский металлургический институт по специальности «Металлургия черных металлов», получил диплом с отличием.
Распределен на Днепропетровский завод металлургического оборудования, где работал в литейном цехе до 1970 года в должностях — шихтовик-завальник, мастер и старший мастер электропечи, заместитель начальника цеха. С 1970 до 2002 год работал в Днепропетровском металлургическом институте старшим научным сотрудником, доцентом и профессором кафедры электрометаллургии. В 1977 году защитил кандидатскую диссертацию, в 1990 — докторскую. Получает аттестаты старшего научного сотрудника, доцента и профессора.
На кафедре ФХОТМ НТУУ «КПИ» работал с 2002 года профессором. В последние годы жизни Владимир Моисеевич наряду с преподавательской деятельностью, руководил на общественных началах техническим перевооружением металлургического комбината «Запорожсталь», Кременчугского сталелитейного завода, Волгоградского металлургического завода «Красный Октябрь» (Россия). При этом он работал в тесном контакте с ведущими научными учреждениями НАН Украины такими, как Институт электросварки им. Е. О. Патона, Физико-технологический институт металлов и сплавов.
Скончался 14 октября 2004 года. Похоронен в Киеве на Байковом кладбище (участок № 49).

## Научная работа
В НМАУ им разработан ряд курсов:
- «Разливка и кристаллизация»;
- «Основы научного творчества»;
- «Проектирование электрометаллургических цехов».

В НТУУ «КПИ»:
- «Проектирование цехов специальной металлургии»;
- «Стандартизация и сертификация металлургической продукции».

За время работы на производстве и научной деятельности опубликовано более 170 научных и учебно-методических работ, в том числе соавтор фундаментального учебника «Теория металлургических процессов», за который в 1999 году присуждена Государственная премия Украины в области науки и техники, соавтор учебника «Основы металлургического производства металлов и сплавов», 4 учебных пособия, 11 изобретений.
Большая часть научных разработок В. М. Шифрина внедрена в производство с огромным экономическим эффектом.

## Память
На доме в Киеве по улице Туровской, 15, где работал ученый, установлена мемориальная доска (бронза, барельеф).
11 октября 2007 года в Киеве на Подоле торжественно открылся религиозно-образовательный центр им. Владимира Шифрина. Центр, построен благодаря спонсорской помощи Эдуарда Шифрина, сына Владимира Моисеевича.